# 塞雷熱拉斯
13°11′20″S 60°48′44″W / 13.18889°S 60.81222°W
塞雷熱拉斯（葡萄牙語：Cerejeiras），是巴西的城鎮，位於該國西北部，由朗多尼亞州負責管轄，始建於1983年8月5日，面積2,783平方公里，海拔高度277米，2010年人口17,029，人口密度每平方公里6.12人。